# Lamprologus finalimus
Lamprologus finalimus là một loài cá thuộc họ Cichlidae. Nó là loài đặc hữu của Cộng hòa Dân chủ Congo. Nó sống ở hồ Tanganyika.